# پادشاهی یونان
پادشاهی یونان (به یونانی:Βασίλειον τῆς Ἑλλάδος)، دولتی بود که در ۱۸۳۲ میلادی کنوانسیون لندن توسط ابرقدرت‌های اروپایی (بریتانیا، فرانسه و روسیه) تأسیس شد. این حکومت رسماً با پیمان قسطنطنیه به وجود آمد و همچنین، با این پیمان، استقلال کامل خود از امپراتوری عثمانی را بدست آورد. این واقعه به عنوان تولد اولین دولت کاملاً مستقل یونانی پس از سقوط امپراتوری بیزانس توسط عثمانی‌ها در اواسط قرن ۱۵ میلادی، شناخته می‌شود.
این پادشاهی جانشین جمهوری اول یونان بعد از جنگ استقلال این کشور شد و تا ۱۹۲۴ میلادی به طول انجامید. در ۱۹۲۴ پادشاهی از میان رفت و جمهوری دوم یونان [en] تأسیس شد؛ اگرچه، پادشاهی دوباره احیا گردید و از ۱۹۳۵ تا ۱۹۶۷ میلادی به حیات خویش ادامه داد، اما باز در ۱۹۶۷ سرنگون شد و جای آن را خونتای نظامی یونان گرفت. با پایان عمر حکومت نظامی، جمهوری سوم یونان جایگزین آن شد که تا امروز نیز بر یونان حکومت می‌کند.

## دوره شاه اوتو
سیاست یونان در قرن ۱۹ میلادی با مسائل ملی گره خورده بود. یونانی‌ها رویای تسلط بر سراسر سرزمین‌های یونانی را در سر می‌پروراندند. سرزمینی که به گفتهٔ آن‌ها پایتختش قسطنطنیه بود. این عقیده به نظریهٔ بزرگ (عقیدهٔ مگالی) معروف گردید و از طرفی موجب جنگ با امپراتوری عثمانی بر سر نواحی یونانی‌زبان شد.
شاه اوتو خیلی زود حکومت استبدادی خود را در یونان برقرار کرد. در اعتراض به نظام دیکتاتوری وی، انقلابی در یونان رخ داد که منجر به برکناری او شد. یونانی‌ها از ملکه ویکتوریا، فرمانروای بریتانیا، خواستند که پسرش آلفرد را به عنوان شاه آنان برگزیند. انگلیسی ها این را نپذیرفتند؛ در عوض، شاهزاده‌ای دانمارکی را به نام شاه جرج اول به سلطنت یونان نشاندند و در عوض پیشنهاد سخاوتمندانه یونانی‌ها، جزایر ایونی را به یونان تحویل دادند.

## ولیعهد
در پادشاهی یونان، وارث تاج و تخت لقب ولیعهد را داشت و همچنین عنوان دوک اسپارت را نیز با خود یدک می‌کشید.